# Gerty Blacher-Herzog
Gerty Blacher-Herzog (* 14. Juli 1922 in Aachen; † 21. Januar 2014 in Berlin) war eine deutsche Pianistin.

## Leben
Gerty Herzog, Tochter des Stahlmanagers Eduard Herzog (1886–1951) und seiner Frau Dorothy, wurde 1938 von der Musikhochschule Berlin zum Studium nicht zugelassen, weil sie nach den Nürnberger Gesetzen als „Halbjüdin“  galt. Sie nahm Privatunterricht bei Wladimir von Horbowski und Siegfried Borris. Während ihrer internationalen Karriere wurden ihr Musikstücke gewidmet. Dazu gehören 5 Klavierstücke für Gertie aus dem Jahr 1951 von Rudolf Wagner-Régeny und das Klavierkonzert op. 20 von Gottfried von Einem.
Aus ihrer 1945 geschlossenen Ehe mit dem Komponisten Boris Blacher gingen vier gemeinsame Kinder hervor. Die Tochter Tatjana Blacher ist Schauspielerin in Berlin, der jüngste Sohn Kolja Blacher ist Violinist und Professor für Musik in Berlin.

## Uraufführungen
- 1948 in Berlin: Gottfried von Einem; Zwei Sonatinen Für Klavier (op. 7); Universal Edition